# 中水野町
中水野町（なかみずのちょう）は、愛知県瀬戸市水野連区の町名。現行行政地名は中水野町1丁目と2丁目。

## 地理
- 瀬戸市の北西部に位置する[8]。西を本郷町・内田町、北を三沢町・水北町、東を上本町、南を小田妻町・日の出町・ゆりの台と隣接している[8]。
- 緩やかな北向き斜面に位置し、山麓に集落が集まり、公共施設が集中する[8]。水野川沿いは水田地帯になっている[8]。

### 河川
- 水野川[8] ： 町の北端、水北町・三沢町・内田町との町境を西流している。
- 唐沢川（水野川支流） ： 町の西端、小田妻町・本郷町との町境を北流し、水野川に注ぎ込んでいる。
- 新田川（水野川支流） ： 町の東端、上本町との町境を北流している。

- 唐沢川（中水野町・本郷町境）
- 水野川と唐沢川の合流点[注釈 2]

### 学区
市立小・中学校に通う場合、学区は以下の通りとなる。また、公立高等学校普通科に通う場合の学区は以下の通りとなる。
| 町丁・丁目    | 番・番地等 | 小学校             | 中学校             | 高等学校 |
| ------------- | ---------- | ------------------ | ------------------ | -------- |
| 中水野町1丁目 | 全域       | 瀬戸市立水野小学校 | 瀬戸市立水野中学校 | 尾張学区 |
| 中水野町2丁目 | 全域       | 瀬戸市立水野小学校 | 瀬戸市立水野中学校 | 尾張学区 |

## 歴史

### 町名の由来
この地は、水野地区のほぼ中央部に位置し、旧中水野村の中央部にも位置するところから中水野町と名付けられたと推察される。

### 沿革
この項では、中水野の地名の変遷および沿革についても述べる。
- 戦国時代には、尾張国春日部郡中水野郷として文献に名を残す[注釈 3][12]。
- 江戸時代には、尾張国春日井郡の尾張藩領水野代官所支配の中水野村となる[12]。
- 1662年（寛文2年） - 中水野村の一部が沓掛村となり分村する[12]。
- 1781年（天明元年） - 中水野村の鳥林に水野代官所[注釈 4]が置かれる[12]。
- 1880年（明治13年）2月5日 - 春日井郡が東春日井郡と西春日井郡に分割され、東春日井郡中水野村となる[12][13]。
- 1889年（明治22年）10月1日 - 町村制施行の際、中水野村と上水野村・下水野村が合併して水野村となり、水野村大字中水野となる[12][14]。
- 1921年（大正10年） - 大字中水野内に電灯が架設される[12]。
- 1930年（昭和5年）12月20日 - 瀬戸記念橋〜高蔵寺間の省営バスが開通し[12]、大字中水野内に中水野停車場が設置される[15]。
- 1951年（昭和26年）5月3日 - 水野村が瀬戸市に編入され、瀬戸市大字中水野となる[12][16]。
- 1957年（昭和32年）7月1日 - 瀬戸市大字中水野の一部が西松山町・東横山町・水南町・苗場町・山手町・松原町になる[12][17]。
- 1964年（昭和39年）10月1日 - 瀬戸市大字中水野字前間戸場・中殿・三反田・内坪・県タ・東浦・五月田・郷屋敷・森ノ脇・湯笹・堤下の各全域と、雲嵐・戸口・南山の各一部により、同市中水野町として成立[2]。また同日、瀬戸市大字中水野は三沢町・川平町・小田妻町・本郷町となり、同日をもって瀬戸市大字中水野は消滅する[2][12]。
- 1981年（昭和56年）6月6日 - 1・2丁目を設置[18]。1丁目に上本町の一部、2丁目に三沢町の一部をそれぞれ編入する[18]。

## 世帯数と人口
2024年（令和6年）1月1日現在の世帯数と人口は以下の通りである。
| 町丁・丁目    | 世帯数  | 人口    |
| ------------- | ------- | ------- |
| 中水野町1丁目 | 343世帯 | 692人   |
| 中水野町2丁目 | 313世帯 | 782人   |
| 計            | 656世帯 | 1,474人 |

### 人口の変遷
国勢調査による人口の推移
| 1995年（平成7年）  | 1,183人 | [ 19 ] |  |
| 2000年（平成12年） | 1,159人 | [ 20 ] |  |
| 2005年（平成17年） | 1,100人 | [ 21 ] |  |
| 2010年（平成22年） | 1,263人 | [ 22 ] |  |
| 2015年（平成27年） | 1,344人 | [ 23 ] |  |
| 2020年（令和2年）  | 1,459人 | [ 24 ] |  |

### 世帯数の変遷
国勢調査による世帯数の推移。
| 1995年（平成7年）  | 358世帯 | [ 19 ] |  |
| 2000年（平成12年） | 397世帯 | [ 20 ] |  |
| 2005年（平成17年） | 392世帯 | [ 21 ] |  |
| 2010年（平成22年） | 471世帯 | [ 22 ] |  |
| 2015年（平成27年） | 473世帯 | [ 23 ] |  |
| 2020年（令和2年）  | 570世帯 | [ 24 ] |  |

## 交通

### 鉄道
愛知環状鉄道・愛知環状鉄道線 ： 町の西部を南北に走っている。最寄り駅は中水野駅。
- 愛知環状鉄道線（中水野町内）

### バス
名鉄バス「水野循環線」
- 【20】【21】【22】【23】陶生病院 - 瀬戸市民公園 - 中水野駅 - 水野団地 - 新瀬戸駅 - 陶生病院 系統 ： 水野支所前バス停・水野中新田バス停

瀬戸市コミュニティバス「下半田川線」
- 陶生病院 - 中水野駅 - 定光寺公園 - 妻之神 系統

瀬戸市コミュニティバス「曽野線」
- 新瀬戸駅 - 中水野駅 - 曽野 - しなのバスセンター 系統

以上、2路線共通 ： 水野支所バス停・三社大明神バス停・水野中橋バス停

### 道路
- 国道155号 ： 町の西部を南北に通っている。
- 愛知県道210号中水野品野線 ： 町の西部の中水野町交差点を起点として、東西に通っている。

- 国道155号標識（中水野町内）
- 県道210号標識（中水野町内）

## 施設
- 水野地域交流センター「まほろば」 ： 2016年（平成28年）4月2日に、旧水野公民館[8]を建て替えることなく地域交流センター化して開所[25]。瀬戸市役所水野支所を併設している。
  - 瀬戸市役所水野支所[8] ： 1977年（昭和52年）3月30日に旧水野公民館とともに竣工[26]。戸籍の届出や諸証明の交付、市税等の収納などの業務を取り扱っている[27]。
- 瀬戸市立水北保育園[8] ： 1952年（昭和27年）3月5日に開園し、1959年（昭和34年）4月1日に現在地に移転[28]。定員は135人、障害児保育にも対応[29]。
- JAあいち尾東 水野支店[8] ： 金融機関（店舗）コードは6466（449）[30]。窓口は平日のみ、ATMは土日祝も営業[30]。
- 瀬戸市消防団 水野分団 ： 元水野村中水野消防組[31]。水野連区全域と西陵連区全域を分団の区域としている[32]。
- 三社大明神[8] ： 創建年月日は明らかではないが、往昔、上水野村・中水野村・下水野村の氏神として崇敬されている[33]。祭神は天香語山命、天火明命、建稲種命[33]。
- 天理教名美晴分教会 ： 天理教名古屋大教会に属する分教会[34]。
- 特別養護老人ホームつばき ： 2017年（平成29年）にオープンした、社会福祉法人瀬戸中央会が運営する特別養護老人ホーム[35]。
- patisserie EISENDO 瀬戸店 ： 明治から続く地元に愛されている洋菓子店[36]。瀬戸で評判の大人気ロールケーキ「品野ロール」を販売[36]。
- 中水野町ちびっこ広場 ： 1丁目の南部にある小さな公園。ブランコ・すべり台・鉄棒がある。
- 中水野町1丁目IIちびっこ広場 ： 1丁目の南部にある小さな公園。すべり台がある。
- 中水野町2丁目Iちびっこ広場 ： 2丁目の東部にある小さな公園。すべり台・鉄棒・雲梯がある。
- 中水野町2丁目IIちびっこ広場 ： 2丁目の南部にある小さな公園。すべり台・鉄棒がある。
- 中水野町2丁目IIIちびっこ広場 ： 2丁目の南部にある小さな公園。すべり台・鉄棒がある。
- 水野代官所跡（史跡） ： かつて水野代官所[注釈 4]があったとされる水野小学校正門付近に石碑と碑文が建てられている[37]。

- 中水野町1丁目IIちびっこ広場

## その他

### 日本郵便
- 郵便番号 : 489-0005[6]（集配局：瀬戸郵便局[38]）。